# Familia Basarabă de Caransebeș
Basarabă de Caransebeș (latină: Bazaraba de Karansebes, maghiară: karánsebesi Baszaraba) a fost o familie nobiliară română din regiunea Banat, România, ai cărei membri au ocupat diverse funcții în structura administrativă a Banatului de Lugoj și Caransebeș (maghiară: Karánsebesi-Lugosi Bánság), parte a Principatului Transilvaniei (maghiară: Érdelyi Fejedelmség) în secolele al XVI-lea și al XVII-lea. 

## Origini
Deși s-au făcut unele speculații cu privire la o posibilă legătură între familia Basarabă de Caransebeș și familia Basarab care a stăpânit Principatul Valahiei, Basarabii din Banat apar constant în documente abia începând cu secolul al XVI-lea, când familiei i-au fost acordate moșii în Țara Almăjului (în maghiară: Almásividék), astăzi în județul Caraș-Severin, România, de către principele Transilvaniei. Familia ar fi putut să provină din Țara Hațegului (maghiară: Hátszegvidék), astăzi în județul Hunedoara, România, după cum sugerează Bogdan Petriceicu-Hasdeu, cu unele argumente în favoarea teoriei sale, întrucât Banatul este mărginit de Țara Hațegului, unde același patronim se găsește la alte familii nobiliare, precum Basarabă de Hunedoara (maghiară: vajdahunyadi Baczarábai) în 1685, sau Basarabă de Paroș (maghiară: párosi Baszarába) în 1784.

## Istorie
Primul membru al familiei, un Ștefan (latină: Stephanus) sau Sebastian (latină: Sebastianus) Basarabă este menționat doar într-un document din 20 septembrie 1544, ca unul dintre nobilii din comitatul Severin (latină: Comitatus Severinensis, maghiară: Szörény vármegye).
Următoarea generație este reprezentată de Ioan (latină: Ioannes, maghiară: János) și Francisc (latină: Franciscus, maghiară: Ferencz) Basarabă de Caransebeș, care erau fie fii, fie nepoți ai amintitului Ștefan sau Sebastian, cei doi fiind între ei fie frați, fie veri. Ioan a fost pomenit prima dată în 1568, când a devenit proprietar al unui prediu numit Egrestelek, lângă Bănia de astăzi, iar în 1598 al unor părți din Bozovici, ambele în Țara Almăjului. Mai târziu a fost comite al Severinului, împreună cu George Gârleșteanu de Rudăria (maghiară: rudariai Gerlestyei György) în 1577 și pârcălab al Caransebeșului înainte de moartea sa, petrecută la sfârșitul anului 1596 sau începutul anului 1597. A fost căsătorit cu Ana Peica de Caransebeș (maghiară: karánsebesi Pejka Anna), care i-a supraviețuit și care avea aproximativ nouă ani când cei doi s-au logodit, ceea ce ar presupune că Ioan a mai fost căsătorit înainte, cu o primă soție care a murit înainte de 1588.

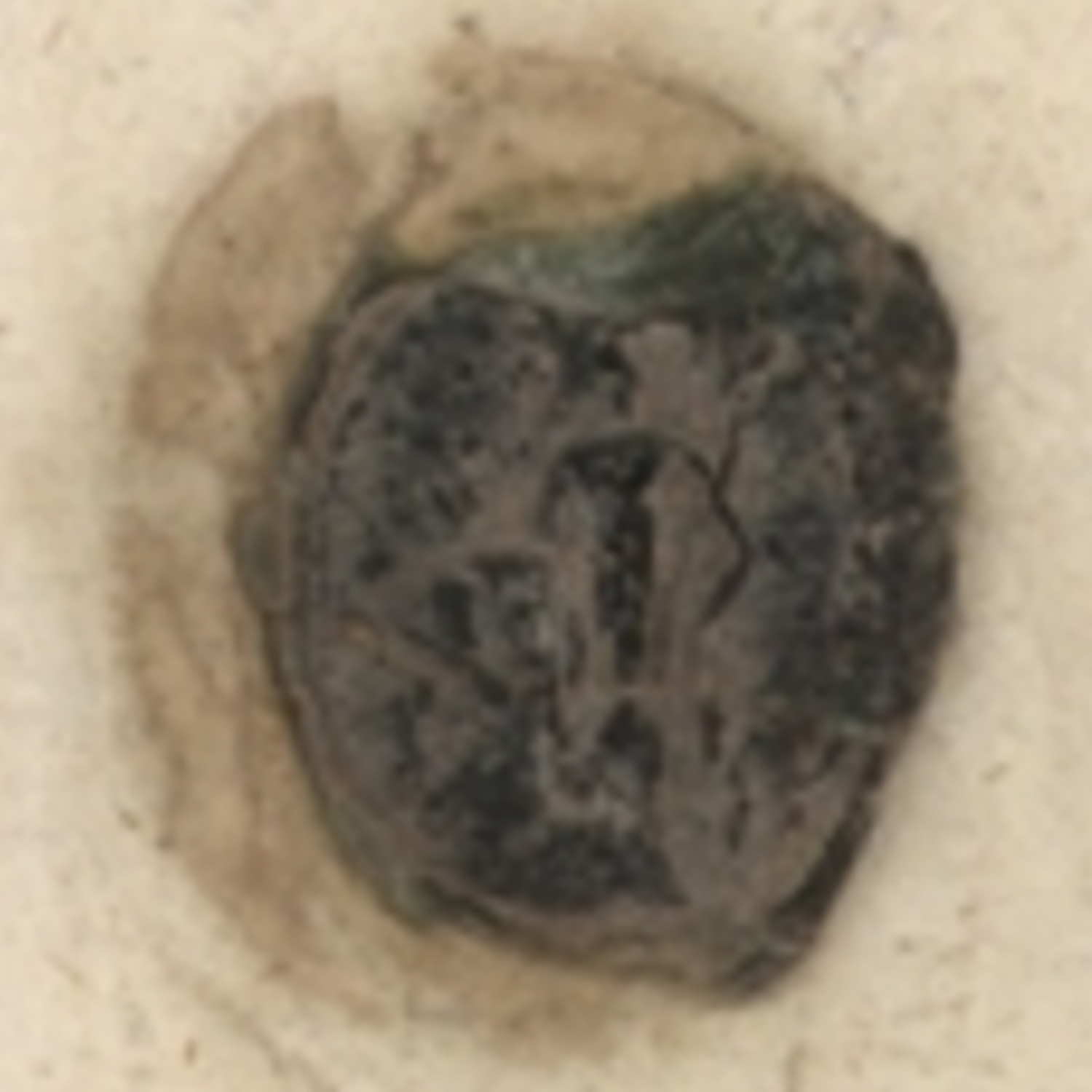
Sigiliul lui Francisc Basarabă de Caransebeș, 1577

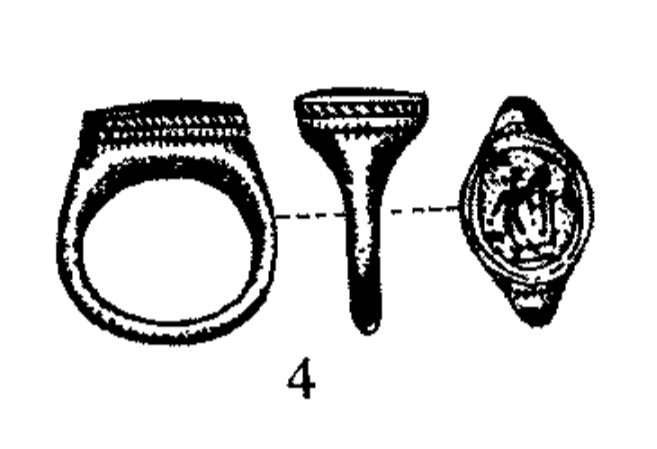
Posibil inel cu camee al lui Francisc Basarabă de Caransebeș găsit într-unul dintre mormintele de la Mănăstirea Franciscană din Caransebeș

Cel mai important membru al familiei a fost Francisc, care a fost menționat pentru prima dată la 8 octombrie 1576, când îndeplinea funcția de comite al Severinului și pârcălab al Caransebeșului, împreună cu George Gârleșteanu de Rudăria. A deținut această funcție până cel puțin în 1598, de obicei împreună cu alți nobili din comitat, precum antemenționatul George Gârleșteanu de Rudăria, din 1576 până în 1581, Bonaventura Vaida de Caransebeș (maghiară: karánsebesi Vajda Bonaventura), din 1581 până în 1582, sau Ladislau Peica de Caransebeș (maghiară: karánsebesi Pejka László) în 1583. Pentru o scurtă perioadă de timp în 1583, Francisc a deținut dregătoria de viceban al Lugojului și Caransebeșului. Principalele sale moșii erau în Bozovici și în Bucoșnița, dar avea și o familie de iobagi care locuia la Borlova. Francisc a fost căsătorit cu Ana Vaida de Caransebeș (maghiară: karánsebesi Vajda Anna), care deținea o casă în Caransebeș, pe strada Pieței. Familia era, la fel ca mare parte din elita conducătoare de la acea vreme, romano-catolică și avea legături strânse cu Mănăstirea Franciscană din Caransebeș. Este posibil ca Francisc să fi fost înmormântat la aceeași mănăstire, deoarece arheologii au descoperit un inel cu camee similar cu cel pe care Francisc l-a folosit ca sigiliu personal.

Deși unii istorici susțin că familia a dispărut odată cu moartea lui Ioan și a lui Francisc, membrii familiei apar în documente pe tot parcursul secolului al XVII-lea, însă de astă dată la Lugoj. Astfel, la 20 februarie 1649, principele Gheorghe Rákóczi al II-lea al Transilvaniei a acordat nobilime și blazon unui număr de 49 de husari din garnizoana Lugojului, printre care se număra și Mihail Basarabă (latină: Michael Bazaraba, maghiară: Baszaraba Mihály):
Un scut ostășesc, de culoarea cerului, în câmpul căruia se văd doi oșteni aflați pe cai albi, echipați cu platoșe și coifuri, fiecare cu lancea îndreptată spre celălalt, năpustindu-se în goană și încăierându-se; deasupra lor, la mijlocul scutului, între capetele cailor, se observă într-o parte o spadă, în cealaltă un paloș, amândouă scoase din teacă, cu mânerele în jos, cu tăișurile depărtate, având vârfurile unite sub o coroană de aur; deasupra scutului este așezat un coif militar închis, pe care se află o coroană regală, împodobită cu perle, din vârful căreia se înalță două lănci de culori diferite, care se încrucișează și de care atârnă flamuri albe și roșii; din vârful coifului se preling pe cele două margini ale scutului panglici de diferite culori.

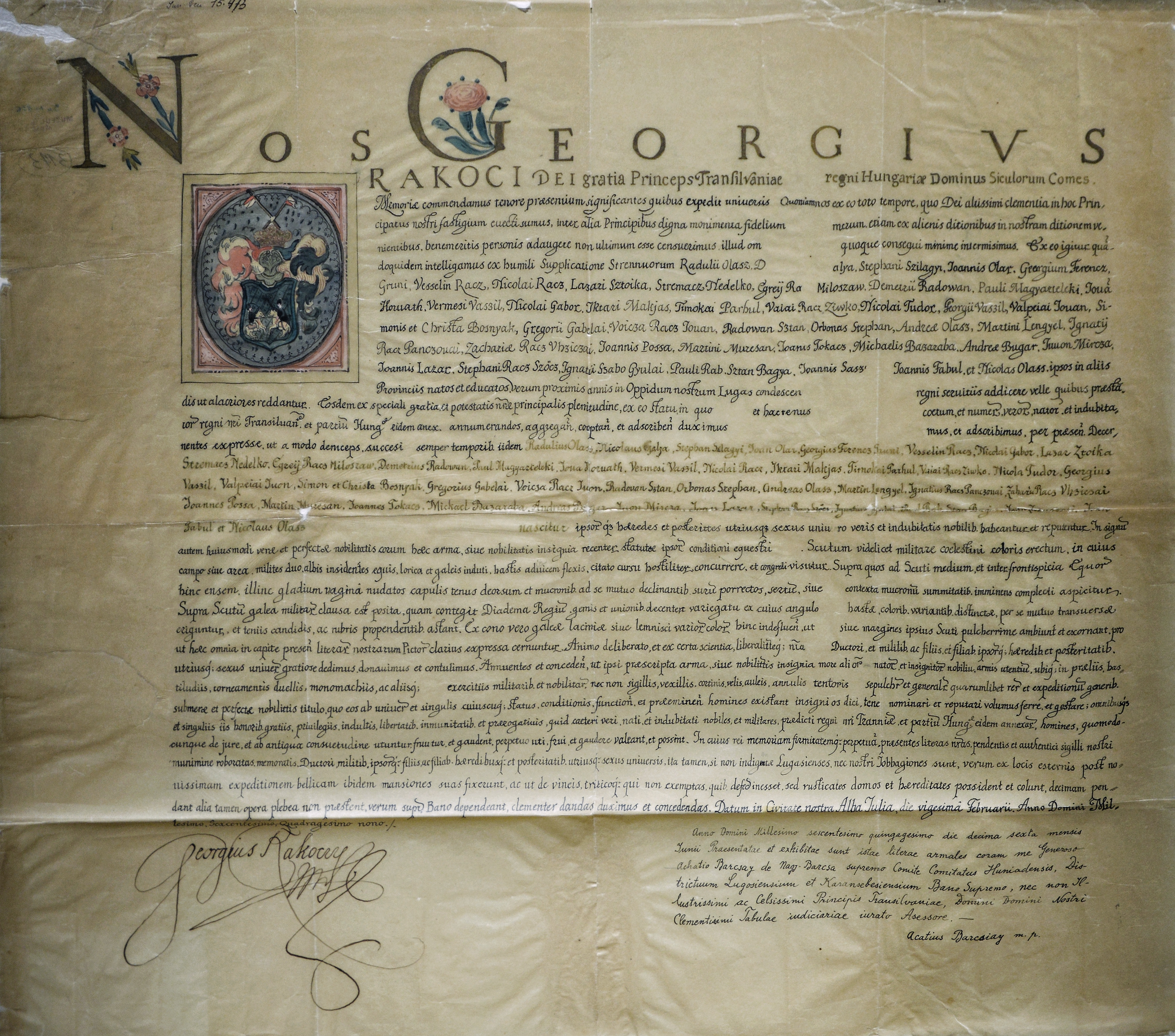
Copie de epocă a diplomei conferite celor 49 de husari din garnizoana Lugojului, aflată la Muzeul Național al Unirii din Alba Iulia

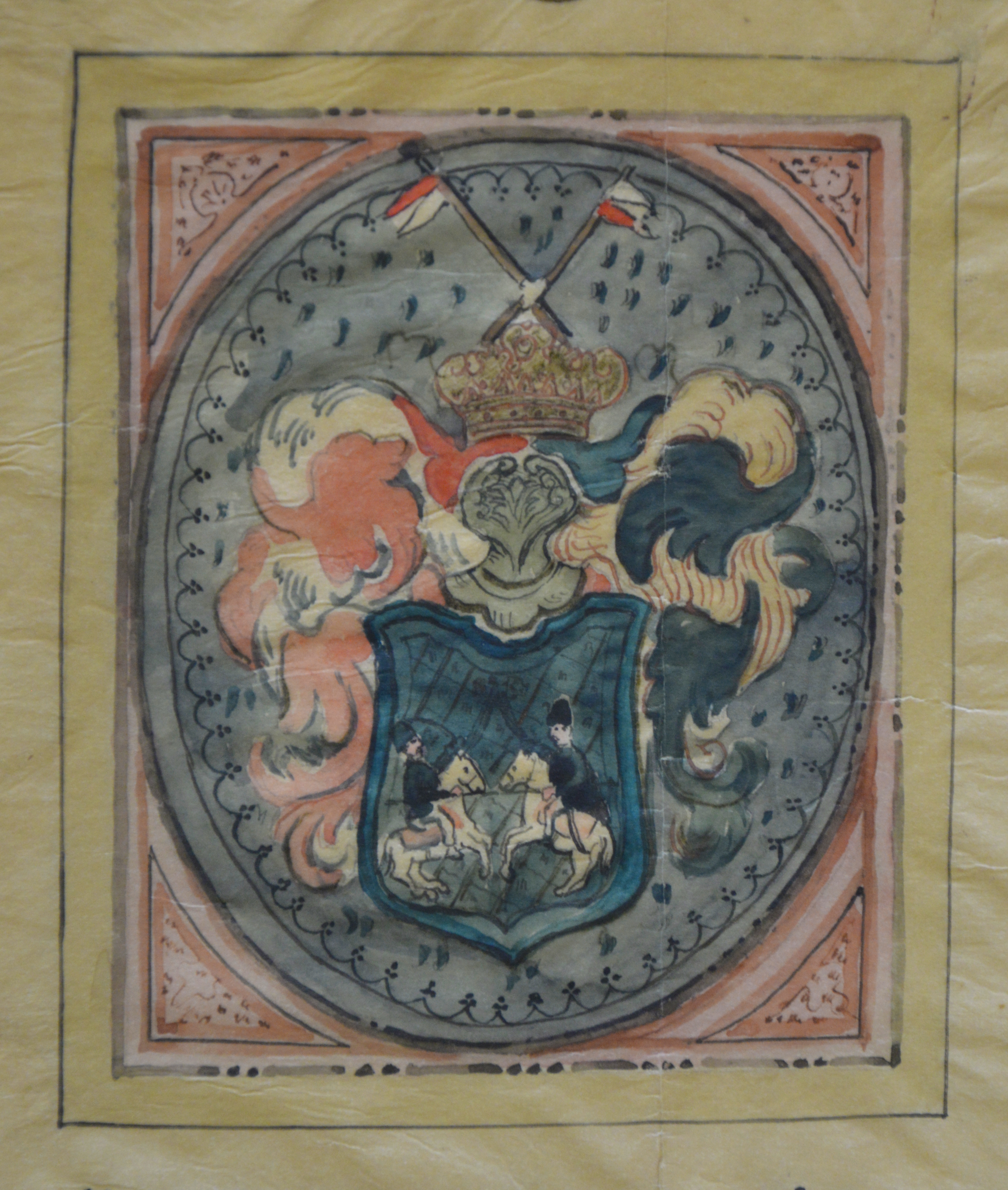
Stema acordată celor 49 de husari din garnizoana Lugojului

În 1658, principele Acațiu Barcsay al Transilvaniei a vândut otomanilor Banatul Lugojului și Caransebeșului, în schimbul sprijinului lor în câștigarea tronului. Astfel, banatul a intrat în componența Pașalâcului de Timișoara până în 1688, când trupele habsburgice conduse de generalul Friedrich, conte Veterani de Urbino au reușit să cucerească majoritatea teritoriilor bănățene. În acest context, descendenții fostelor familii nobiliare ale Banatului Lugojului și Caransebeșulu au întocmit o petiție către Leopold I, sfântul împărat al romanilor, cerându-i monarhului să le acorde vechile lor privilegii și dreptul de a-și alege liber un ban. Unul dintre semnatari a fost Martin Basarabă (latină: Martinus Bazaraba, maghiară: Baszaraba Martón). Martin a fost menționat ca unul dintre nobilii Lugojului în 1698, cu un an înainte ca teritoriul fostului banat să intre din nou în Sultanatul Otoman prin Tratatul de la Carloviț.
În timpul războaielor dintre habsburgi și otomani, cu Banatul drept teren de luptă, trecând de la o administrație la alta, puterea nobililor locali s-a diminuat. După cucerirea otomană, toate pământurile au devenit proprietatea privată a sultanului, iar nobilimea fie a fugit în Transilvania, fie a rămas pe fostele moșii, amestecându-se, în timp, cu țărănimea locală. După ce teritoriul a fost cucerit de habsburgi, acesta a fost reorganizat în Banatul Timișoarei, devenind proprietate personală a monarhului. Astfel, vechea elită conducătoare, acum fără privilegii, fie a rămas în Transilvania, fie a continuat să trăiască ca simpli cetățeni.
În veacul al XVIII-lea, unii membrii ai familiei au fost înregimentați în forțele armate din Granița Militară Bănățeană, ca de pildă Ioan Basarabă (germană: Ianos Basaraba), menționat în 1795, în timpul unei expediții în Țara Hațegului.

## Genealogie
Soția lui Ioan Basarabă, Ana Peica, era probabil fiica lui Ioan Peica de Caransebeș (maghiară: karánsebesi Pejka János) și nepoata lui Petru Peica de Caransebeș (maghiară: karánsebesi Pejka Péter) și a soției acestuia, Caterina Ostrovel (maghiară: Osztrovy Katalin). Ostroveleștii erau o familie de mici nobili din comitatul Hunedoara (latină: Comitatus Hunyadiensis, maghiară: Hunyad vármegye), care s-a stins între timp.
Prin familia Peica, Basarabii și-au asigurat alte alianțe matrimoniale importante. Verișoara Anei, tot Ana, era căsătorită cu Nicolae Gârleșteanu de Rudăria (maghiară: rudariai Gerlistyei Miklós).
Sora ei, Magdalena, era căsătorită cu Ioan Fiat de Armeniș (maghiară: eörményesi Fiáth János), ai cărui urmași, baronii Fiat de Armeniș (maghiară: báró eörményesi Fiáth, germană: Freiherr Fiath von Eörményes), au primit titlul de baroni austrieci în 1858 și pe cel de baroni maghiari în 1874.
Ana Vaida, soția lui Francisc Basarabă, provenea din una dintre cele mai importante familii din Banatul Lugojului și Caransebeșului. Ea era probabil fiica lui Bonaventura Vaida de Caransebeș și a soției acestuia, Elisabeta Gârleșteanu de Rudăria (maghiară: rudariai Gerlistyei Erzsébet). Familia Vaida era la rândul ei înrudită cu alte familii importante din regiune, precum Gârleșteanu de Rudăria, Fiat de Armeniș sau Jojică (maghiară: Jósika), cea din urmă având să primească ulterior titlul de baroni transilvăneni în 1698, ca baronii Iojică de Brănișca (maghiară: báró branyicskai Jósika).
Prin intermediul familiilor Vaida și Peica, Basarabii erau de asemenea înrudiți și cu alte familii nobiliare, mai puțin importante, din Banat și Transilvania, în cea mai mare parte de origine românească, precum Csérényi de Blajfalăul-de-Jos (maghiară: alsóbalásfalvi Csérényi), Kornis de Totvărădia (maghiară: tótváradjai Kornis), Lățug de Delinești (maghiară: delényesi Laczok), Marin de Caransebeș (maghiară: karánsebesi Marin), Măcicaș de Tincova (maghiară: tinkovai Macskássy), Országh sau Pobora de Zăvoi (maghiară: závolyi Pobora).

## Membrii
- Ștefan/Sebastian Basarabă (m. 1544) a fost un nobil din Caransebeș, în comitatul Severin
- Ioan Basarabă de Caransebeș (n. înainte de 1554 - d. 1596/1597) a fost comite al Severinului (1577) și pârcălab al Caransebeșului; a fost căsătorit mai întâi cu o soție necunoscută, iar apoi cu Ana Peica de Caransebeș (n. 1559 - d. după 1599)
- Francisc Basarabă de Caransebeș (n. înainte de 1576 - d. 1592/1598) a fost viceban al Lugojului și Caransebeșului (1583), comite al Severinului (1576-1598) și pârcălab al Caransebeșului; a fost căsătorit cu Ana Vaida de Caransebeș (n. înainte de 1588 - d. după 1607)
- Mihail Basarabă (a. 1649) a fost un nobil din Lugoj, în comitatul Severin
- Martin Basarabă (a. 1695-1698) a fost un nobil din Lugoj, în comitatul Severin
- Ioan Basarabă (a. 1795) a fost un soldat din Mehadica, în Granița Militară Bănățeană